# IC 1549
IC 1549 је спирална галаксија у сазвјежђу Рибе која се налази на листи објеката дубоког неба у Индекс каталогу.
Деклинација објекта је + 6° 57' 53" а ректасцензија 0h 22m 49,8s. Привидна величина (магнитуда) објекта IC 1549 износи 13,8 а фотографска магнитуда 14,7. IC 1549 је још познат и под ознакама UGC 218, MCG 1-2-5, CGCG 409-8, NPM1G +06.0015, PGC 1464.